# Rhineuridae
Rhineuridae is een familie van reptielen uit de onderorde wormhagedissen (Amphisbaenia).

## Naam en indeling
De Rhineuridae zijn een zogenaamde monotypische familie, wat wil zeggen dat er maar een enkele vertegenwoordiger is. Deze soort, de floridawormhagedis, is endemisch in de Verenigde Staten. De familie werd voor het eerst beschreven door Paulo Emilio Vanzolini in 1951.

## Uiterlijke kenmerken
Rhineuridae hebben een pleurodonte gebitsvorm waarbij de tanden naast de kaakranden geplaatst zijn. Bij de familie puntstaartwormhagedissen zijn de tanden bovenop de kaakrand gepositioneerd, wat acrodont wordt genoemd. 

## Taxonomie
Familie Rhineuridae
- Geslacht Rhineura